# Pat Barry
Patrick Joseph "Pat" Barry (7 de julio de 1979) es un artista marcial mixto y kickboxer estadounidense. Barry compitió en la categoría de peso pesado de Ultimate Fighting Championship.

## Carrera en artes marciales mixtas

### Ultimate Fighting Championship
Barry debutó en UFC contra Dan Evensen en UFC 92. Barry derrotó a Evensen por nocaut técnico por patadas a las piernas. En UFC 98, Tim Hague lo derrotó por sumisión de guillotina quintandolé su invativilidad.
Barry se enfrentó a Antoni Hardonk en UFC 104. Barry derrotó a Hardonk por nocaut técnico en la segunda ronda. Tras el evento, Barry ganó el premio al KO de la Noche.
En UFC 115 Barry se enfrentó a su ídolo Mirko "Cro Cop" en el evento coestelar. "Cro Cop" sometió a Barry en la tercera ronda para asegurarse la victoria.

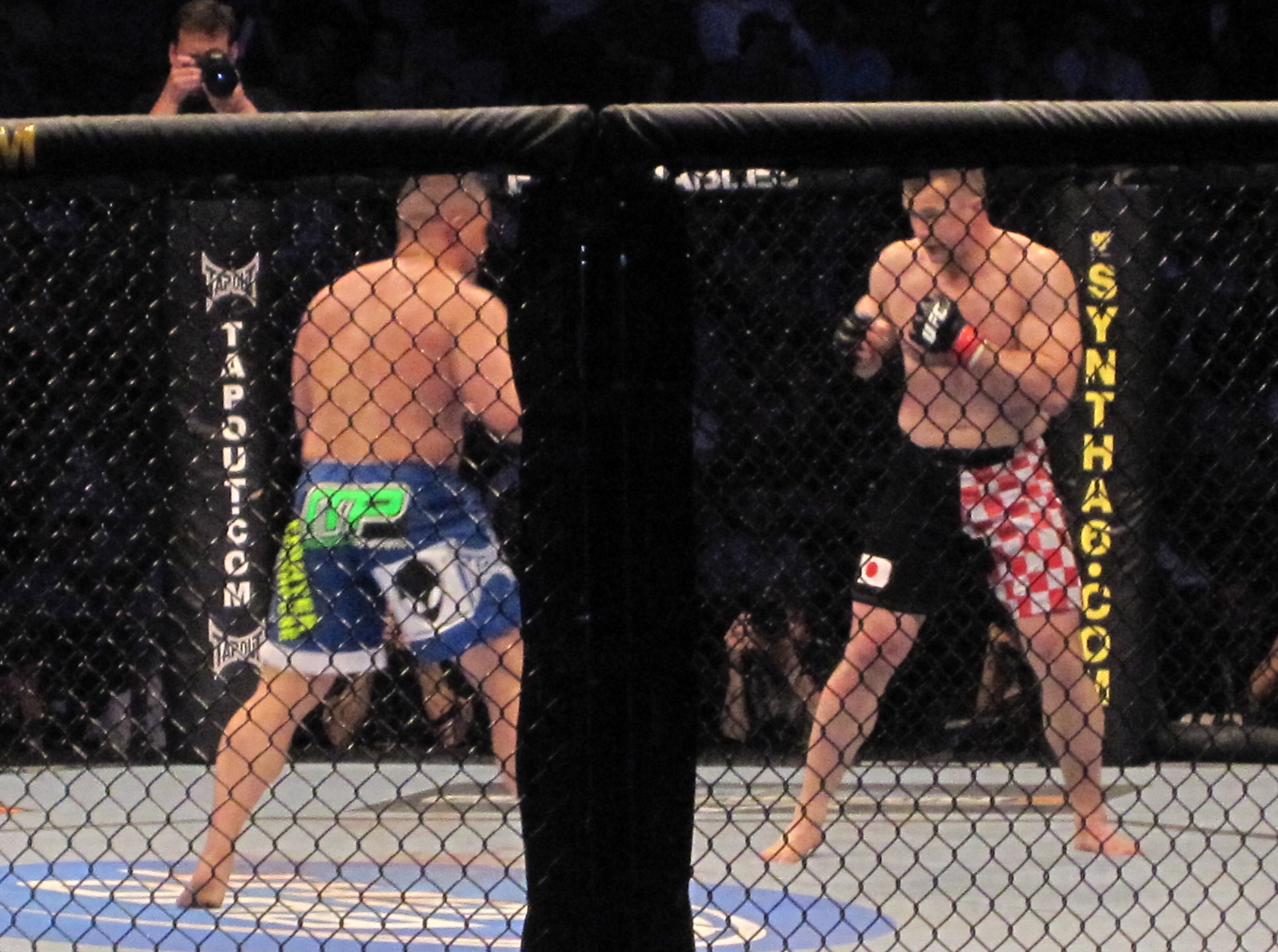
Pat Barry en acción ante Mirko "Cro Cop" en el evento coestelar de UFC 115 en Vancouver.

Barry derrotó a Joey Beltrán por decisión unánime el 22 de enero de 2011 en UFC: Fight for the Troops 2.
Barry se enfrentó a Cheick Kongo en el evento principal de UFC on Versus 4 el 26 de junio de 2011. Kongo derrotó a Barry por nocaut en la primera ronda.
El 1 de octubre de 2011 en UFC on Versus 6, Barry se enfrentó a Stefan Struve. Struve sometió a Barry en la segunda ronda con un triángulo de brazo.
Barry se enfrentó a Christian Morecraft en UFC on FX 1. Barry derrotó a Morecraft por nocaut en la primera ronda. Tras el evento, ambos peleadores obtuvieron el premio a la Pelea de la Noche.
El 5 de mayo de 2012, Barry se enfrentó a Lavar Johnson en UFC on Fox 3. Johnson derrotó a Barry por nocaut técnico en la primera ronda.
Barry se enfrentó a Shane del Rosario en The Ultimate Fighter 16 Finale. Barry derrotó a del Rosario por nocaut en la segunda ronda. Tras el evento, Barry ganó el premio al KO de la Noche.
Barry se enfrentó a Shawn Jordan el 15 de junio de 2013 en UFC 161 en Winnipeg, Canadá. Barry perdió la pelea por nocaut en menos de un minuto.
Barry se enfrentó a Soa Palelei el 7 de diciembre de 2013 en UFC Fight Night 33. Barry perdió la pelea por nocaut en la primera ronda.

### Glory
El 28 de enero de 2014, Pat Barry anunció su retiro de MMA a través de Twitter [58] [59] y su mánager posteriormente declaró que probablemente volvería a kickboxing. [60] Apareció en la demostración de Ariel Helwani el mes siguiente y anunció que él había firmado para la promoción superior del mundo, Gloria.
En su primera salida desde su regreso a kickboxing, una pelea de calentamiento antes de su debut en Glory, Barry derrotó al peso pesado doméstico Ed Burris en Combat Sports Challenge 39 en Richmond, Virginia el 22 de marzo de 2014, anotando un knockdown con un bodyshot En la primera ronda antes de detener a Burris con una ráfaga de golpes en la segunda ronda. 
Perdió ante Zack Mwekassa en el Glory 16: Denver - Heavyweight Contendership Tournament, en Broomfield el 3 de mayo de 2014, sufriendo una caída temprana antes de ser puesto de lado con un uppercut izquierdo hacia el final de la primera ronda. Apenas un día después de esta pérdida, se divulgó que Barry estaba programado para la revancha con Mirko Cro Cop en Glory 17: Los Angeles en Inglewood, California el 21 de junio de 2014. Sin embargo, se retiró de la lucha por razones no reveladas, y fue reemplazado por Sergei Kharitonov. 
Todavía bajo contacto con Glory, Barry tuvo su próxima pelea en una organización diferente cuando se enfrentó a Demoreo Dennis en el primer evento de kickboxing del Legacy FC el 16 de enero de 2015. Después de una primera ronda, Barry comenzó a aterrizar patadas pesadas pierna, de la que aterrizó un knockdown en la ronda 2, y golpes, así como utilizando una buena defensa contra las golpes de sus oponentes. Barry consiguió lo mejor de él para las dos últimas rondas, ganando la victoria de la decisión. 
Se esperaba que Barry regresara a Glory y se enfrentara al veterano Mourad Bouzidi el 3 de abril de 2015 en Glory 20. Sin embargo, Barry se vio obligado a salir de la pelea debido a una lesión en la mano y fue reemplazado por Dustin Jacoby.

## Vida personal
Pat es la pareja de la actual campeona de UFC de peso paja Rose Namajunas.
Barry ha declarado que sus tres héroes son su madre, Mike Tyson y Sagat, un Thaiboxer del videojuego Street Fighter.
Barry perdió a su abuela en el huracán Katrina.
A raíz de su pelea en UFC 115, Barry y Mirko "Cro Cop" han desarrollado una buena amistad, haciendo que Barry entrene frecuentemente con Filipović en su centro de formación en Zagreb, Croacia.

## Campeonatos y logros
| - Ultimate Fighting Championship - Pelea de la Noche (Dos veces) - KO de la Noche (Dos veces) - Combat USA - Campeón de Peso Pesado | - Kings of Kickboxing - Campeón del Torneo de Kings of Kickboxing 2005 |

## Récord en artes marciales mixtas
| Récord profesional | Récord profesional | Récord profesional |
| 15 peleas          | 8 victorias        | 7 derrotas         |
| ------------------ | ------------------ | ------------------ |
| Nocaut             | 7                  | 4                  |
| Sumisión           | 0                  | 3                  |
| Decisión           | 1                  | 0                  |

| Resultado | Récord | Oponente            | Método                      | Evento                            | Fecha                   | Ronda | Tiempo | Localización                  | Notas                                            |
| --------- | ------ | ------------------- | --------------------------- | --------------------------------- | ----------------------- | ----- | ------ | ----------------------------- | ------------------------------------------------ |
| Derrota   | 8–7    | Soa Palelei         | KO (golpes)                 | UFC Fight Night: Hunt vs. Bigfoot | 7 de diciembre de 2013  | 1     | 2:09   | Brisbane                      |                                                  |
| Derrota   | 8–6    | Shawn Jordan        | TKO (golpes)                | UFC 161                           | 15 de junio de 2013     | 1     | 0:59   | Winnipeg                      |                                                  |
| Victoria  | 8–5    | Shane del Rosario   | KO (golpes)                 | The Ultimate Fighter 16 Finale    | 15 de diciembre de 2012 | 2     | 0:26   | Las Vegas, Nevada             | KO de la Noche.                                  |
| Derrota   | 7–5    | Lavar Johnson       | TKO (golpes)                | UFC on Fox: Diaz vs. Miller       | 5 de mayo de 2012       | 1     | 4:38   | East Rutherford, Nueva Jersey |                                                  |
| Victoria  | 7–4    | Christian Morecraft | KO (golpes)                 | UFC on FX: Guillard vs. Miller    | 20 de enero de 2012     | 1     | 3:38   | Nashville, Tennessee          | Pelea de la Noche.                               |
| Derrota   | 6–4    | Stefan Struve       | Sumisión (triangle armbar)  | UFC Live: Cruz vs. Johnson        | 1 de octubre de 2011    | 2     | 3:22   | Washington D. C.              |                                                  |
| Derrota   | 6–3    | Cheick Kongo        | KO (golpe)                  | UFC Live: Kongo vs. Barry         | 26 de junio de 2011     | 1     | 2:39   | Pittsburgh, Pennsylvania      |                                                  |
| Victoria  | 6–2    | Joey Beltrán        | Decisión (unánime)          | UFC: Fight for the Troops 2       | 22 de enero de 2011     | 3     | 5:00   | Fort Hood, Texas              |                                                  |
| Derrota   | 5–2    | Mirko Filipović     | Sumisión (rear-naked choke) | UFC 115                           | 12 de junio de 2010     | 3     | 4:30   | Vancouver                     |                                                  |
| Victoria  | 5–1    | Antoni Hardonk      | TKO (golpes)                | UFC 104                           | 24 de octubre de 2009   | 2     | 2:30   | Los Ángeles, California       | Pelea de la Noche; KO de la Noche.               |
| Derrota   | 4–1    | Tim Hague           | Sumisión (guillotine choke) | UFC 98                            | 23 de mayo de 2009      | 1     | 1:42   | Las Vegas, Nevada             |                                                  |
| Victoria  | 4–0    | Dan Evensen         | TKO (patadas a las piernas) | UFC 92                            | 27 de diciembre de 2008 | 1     | 2:36   | Las Vegas, Nevada             |                                                  |
| Victoria  | 3–0    | Simon Diouf         | TKO (patadas a las piernas) | Combat USA: Battle in the Bay 8   | 22 de agosto de 2008    | 1     | 1:50   | Green Bay, Wisconsin          | Ganó el Campeonato de Peso Pesado de Combat USA. |
| Victoria  | 2–0    | John George         | KO (patada a la cabeza)     | Combat USA: Fight Night           | 28 de junio de 2008     | 1     | 0:49   | Harris, Michigan              |                                                  |
| Victoria  | 1–0    | Mike Delaney        | TKO (patadas a las piernas) | Combat USA: Battle in the Bay 7   | 30 de mayo de 2008      | 1     | 3:25   | Green Bay, Wisconsin          |                                                  |

## Registro en kickboxing
17 Victorias (10 KOs), 6 Derrotas, 1 Empate